# Zindschibar
Zindschibar (arabisch زنجبار, DMG Zinǧibār; auch Zinjibar, Zinjubar) ist die Hauptstadt im Gouvernement Abyan im Süden des Jemen. Zwischen 1962 und 1967 war die Stadt Regierungssitz des Sultanats Fadhli. Die Stadt wurde im Jahr 2011 von der al-Qaida im Jemen erobert und 2012 von der jemenitischen Regierung wahrscheinlich zurückerobert.

## Geschichte

### Frühe Geschichte
Zindschibar ist seit langer Zeit als Handelsplatz genutzt worden. Die Hafenstadt diente als Umschlagplatz von Waren aus Fernost.  1163 (559 AH) wurde die Stadt von Abdel Nabi Ali Mahdi Yoosuf zerstört und niedergebrannt. Archäologische Ausgrabungen bewiesen, dass sie im 15. Jahrhundert wieder aufgebaut wurde. Zwischenzeitlich wurde die Stadt wieder zerstört. Im 19. Jahrhundert wurde die Stadt durch den Sultan des Sultanats Fadhli, Hussein bin Ahmed bin Abdullah wieder aufgebaut und durch seinen Enkelsohn Sultan Abdul Qadir bin Ahmed bin Hussein in den frühen 1920er Jahren Zindschiba genannt. Dies geschah zu Ehren des Khalifa bin Harub von Sansibar.

### Kampfgebiet
Ende Mai 2011 übernahm eine Gruppe namens Partisanen der Scharia (Ansari-al Scharia), die laut Regierungsangaben mit Al-Qaida im Jemen verbündet sein soll, die Kontrolle über Zindschibar.
Im Sommer 2011 plakatierte Al-Qaida im Jemen in der Stadt eine Liste mit 31 Offizieren der Staatssicherheit, 15 Beamten der Kriminalpolizei und neun Mitarbeitern des Militärgeheimdienstes die getötet werden sollen. Laut Zensus 2004 hat die Stadt eine der Bevölkerung von etwa 20.000 Einwohnern.  
Bei einem Angriff von Aufständischen auf Stellungen der Jemenitischen Streitkräfte kamen am 4. März 2012 mehr als 78 Soldaten und 25 Aufständische ums Leben. Die Angriffe wurden nach der Explosion zweier Autobomben gestartet. Dabei sollen sie 55 Geiseln genommen und gepanzerte Fahrzeuge, Gewehre und Munition erbeutet haben.
Im Juni 2012 meldete die jemenitische Armee, sie hätte die Stadt zurückerobert.